# Queen's Club Championships 1977
I Queen's Club Championships 1977 sono stati un torneo di tennis giocato sull'erba. È stata l'84ª edizione dei Queen's Club Championships e faceva parte del Colgate-Palmolive Grand Prix 1977. Si è giocato al Queen's Club di Londra in Inghilterra, dal 13 al 19 giugno 1977.

## Partecipanti

### Teste di serie
| Nazionalità | Giocatore       | Ranking | Testa di serie |
| ----------- | --------------- | ------- | -------------- |
| Stati Uniti | Jimmy Connors   | 1       | 1              |
| Argentina   | Guillermo Vilas | 6       | 2              |
| Romania     | Ilie Năstase    | 3       |                |
| Italia      | Adriano Panatta | 7       |                |
| Stati Uniti | Harold Solomon  | 8       |                |
| Stati Uniti | Brian Gottfried | 10      |                |
| Stati Uniti | Roscoe Tanner   | 11      |                |
| Stati Uniti | Dick Stockton   | 15      |                |

### Altri partecipanti
I seguenti giocatori sono passati dalle qualificazioni:

- Tomáš Šmíd
- Pat Dupre
- Nick Saviano
- Anand Amritraj
- Douglas Palm
- Michael Wayman
- João Soares
- Jan Simbera

## Campioni

### Singolare
Raúl Ramírez ha battuto in finale  Mark Cox 9–7, 7–5.

### Doppio
Anand Amritraj /  Vijay Amritraj hanno battuto in finale  John Lloyd /  David Lloyd con il punteggio di 6–1, 6–2.